# العيساوة
العيساوة، هو نوع من الموسيقى المغربية تشتهر به مدينة فاس و مكناس المغربية ، كانت الحفلات العيساوة تقام في مناسبات الختان واليوم السابع للمولود، هذه العادة تغيرت اليوم حيث أصبحت حفلات العيساوة تقام حتي في ليلة الزفاف،

## تاريخ
طريقة العيساوة هي من أبرز الطرق الصوفية التي ظهرت في فجر العصر الحديث (القرن السادس عشر الميلادي) نسبة إلى مؤسسها الأوّل الشيخ محمد بن عيسى المكناسي (أصيل مدينة مكناسة الزيتون الواقعة ببلاد المغرب الأقصى)، ويعود سند هذه الطريقة إلى الإمام أبي الحسن الشاذلي (ت656هـ/1258م) قطب التصوف في زمانه. وقد انتشرت الطريقة العيساوية انتشارا واسعا في البلاد التونسية وبالمشرق العربي لا سيما في المدن والحواضر الكبرى، ولعل اعتمادها على الكرامات وإحياء حلقات الإنشاد والسماع والشطح الصوفي بانتظام كان له أثره في اهتمام الناس بها وفي تزايد عدد مريديها.

## عيساوة في الجزائر

### الشرق الجزائري
فإن أصل مدرسة العيساوة الفنية يرجع من الناحية التاريخية إلي الطريقة (الحنصالية) التي أسسها الشيخ محمد بن عيسى المكناسي المغربي  الذي اشتهر أمره في عهد البايات المتأخرين حتي كانت داره ملجأً لا يمسه أحد بسوء. والظاهر أن الطريقة الحنصالية لم يكتب لها الانتشار الواسع كغيرها من الطرق، ولا شك أن للحنصالية علاقة وطيدة بالشاذلية والخلوتية (الرحمانية). ومن أشهر رجال الطريقة الحنصالية الشيخ أحمد الزواوي الذي عاصر صالح باي، وقاد ثورة ضده، ثم أخذ عنه الطريقة بعض علماء قسنطينة من أمثال الشيخ أحمد المبارك الذي تولي التدريس والفتوي بهذه المدينة وترك بعض التآليف. وقد قيل إن عائلة المبارك (المعروفة أيضا باسم عائلة العطار) أصبحت كلها حنصالية. ويبدو أن الطريقة الحنصالية لم تكن علي علاقة طيبة مع العثمانيين، فبالإضافة إلي ثورة أحمد الزواوي ضد صالح باي، وجدنا أبا القاسم الرحموني الحداد يعرّض في شعره بسوء الأحوال السياسية والاقتصادية في عهده.
أما من الناحية الفنية الشكلية فقد ظهر الطابع العيساوي أول مرة في الزاوية الحنصالية عندما خشي شيوخ هذه الزاوية علي ضياع قصائدهم وأشعارهم فقاموا بتلحينها وغنائها علي طبوع المالوف . وقد كان أول من قام بذلك هو السي احمد بسطانجي (قصّاد أو شيخ عْمَلْ) حيث ركّب صنائع المالوف من نوبة وغيرها علي كلام وقصائد حنصالة (الطريقة الحنصالية)، وهكذا أصبحت قصيدة (ظالمة) في المالوف هي (الشاذلية) في عيساوة أو حنصالة، فأخذوا لحن (ظالمة) وركّبوا عليه كلمات الشاذلية.
وقد كان أهل المالوف يأتون إلي الزاوية الحنصالية ليأخذوا (الصنايع) أي العديد من الألحان التي فقدوها مع مرور الزمن وقلة التعليم، علي خلاف الطرق الصوفية التي يعتبر التعليم عندها ونقل الثقافة والاستمرارية، من الأمور ذات الأهمية القصوي.
وفي الجانب الاصطلاحي الفني نجد أن العيساوة ـ في الشرق الجزائري ـ عندما يتحدثون عن المالوف يسمونه (الرياض) وفي المقابل يطلق أصحاب الصنعة علي المديح الديني اسم (المحجوز) عندما يؤدّونه بآلاتهم الموسيقية. وتقتصر المدرسة العيساوية الصوفية في أدائها الفني علي الآلات الإيقاعية المعروفة (البندير والدربوكة والطار والنغرات) إضافة إلي المزمار (الغايطة).ومن المعروف في هذا الصدد أن أصحاب الصنعة في مجال النوبة يغنون كلمات لشعراء أو مؤلفين مجهولين في الغالب، أما (المدحة) التي تغني في الطابع العيساوة أو في (المحجوز) فهي لشعراء معروفين ترد أسماؤهم في أواخر القصائد (بيت السلام).
وفي منطقة عنابة تعتمد المدرسة العيساوة أساسا علي آلة البندير أما في الغرب الجزائري فتعتمد علي الآلات الإيقاعية المختلفة حيث يغني العيساوة هناك غالبا علي إيقاع الراي (وقد تكون إيقاعات الراي مأخوذة من طابع العيساوة).

### الغرب الجزائري
ويلاحظ علي المدرسة العيساوية في منطقة ميلها عموما إلي الطبوع المغربية، حتي وإن كانت تأخذ أيضا من الطبوع الشعبية المتجذرة في غليزان ومستغانم علي الخصوص

## روابط خارجية
موقع وزارة الثقافة الجزائرية.